# Gustaf Rosenquist
Gustaf Vilhelm Rosenquist (ur. 10 września 1887 w Jönköping, zm. 22 grudnia 1961 w Las Palmas de Gran Kanaria) – szwedzki gimnastyk, członek szwedzkiej drużyny olimpijskiej w 1908 roku i złoty medalista olimpijski z tej edycji igrzysk.